# Ставерци
Ста̀верци е село в Северна България. То се намира в община Долна Митрополия, област Плевен.

## География
Селото се намира на 38 km северозападно от град Плевен, по долното течение на река Искър, на левия ѝ бряг. Релефът около селото е равнинен, с ниски и голи хълмове. Югозападно от селото е местността „Калето“. 
Климатът се характеризира се с горещи и сухи лета с типични прашни бури и със студени зими. Редките летни проливни дъждове причиняват много щети с калните си потоци („Лопеа“) из по-ниските махали.
Селото има голямо землище – над 70 000 дка. Преобладава чернозем. Сеят се главно зърнени култури.

## История
Относно късноантичното минало по тези земи говорят намиращите се над сегашното село останки от землено укрепление, отъждествено с Хунион. Историците предполагат, че най-вероятно тук са се укрепили хунските вождове Улцендур и Емцендур, които, както съобщават античните автори, отседнали недалеч от Улпия Ескус. В източната част от землената крепост се намира малък късноантичен кастел, който навярно е тази част, която според Прокопий построил император Юстиниан.
За средновековната история има откъслечни сведения, най-ранните от които датират от 1548 г. По време на османската власт населението е в по-голямата си част помашко. Малкото българи ползват привилегии, бидейки войнуци и ямаши. Името на селото идва от името на основателя му – родът на Ставри (Ставерци), син на боляр Дуно, заселил се в село Староселци след Никополската битка.
Днешното население се състои от потомци на преселници от Врачанско (предимно от село Кунино), Влашко, Македония и малка част са потомци на старото коренно население. Характерен е ставерския диалект, труден за разбиране на изток от ятовата граница.
През лятото на 1950 година, по време на колективизацията около 500 души от селото правят неуспешни опити да напуснат създаденото малко по-рано трудово кооперативно земеделско стопанство. По същото време група комунистки влиза в спор с дошлия в селото окръжен партиен секретар Иван Тодоров-Горуня във връзка с принудително събираните наряди, който прераства в масова демонстрация на над 400 жени. Две от тях са арестувани и осъдени на по една година затвор.

## Културни и природни забележителности
- Църква „Св. Параскева“ – паметник на културата. Изграждането ѝ започва през 1859 г. и продължава до 1868 г. По своята архитектура храмът е кръстообразен, състои се от притвор, средна част и олтар. Камбанарията е пристроена през 1903 година.

В първите години след построяването на храма, той е обслужван от свещеници предимно от Кнежа, след това идва свещеник Димитър Цветков от село Кунино, живял и починал в Брегаре. От 1887 до 1898 г. служи йеромонах Евтимий, а от 1899 до 1922 г. – свещеник Павел Илиев. През 1930 г. селото е разделено на две енории, като от 1933 г. свещеник в него е Даниил Василев Дочев. След него идва Влад Ст. Дренски и остава до 1962 година.

## Редовни събития
Празник на селото е Петкóвден. Празнува се по стар стил – последната събота и неделя на октомври. Сред ставерчани и жителите на околните села е известен като „ставерския сбор“.

## Личности
- Вълчо Иванов – български политик.
- Цветан Северски – български писател.
- Асен Райновски - български полковник, директор на кабинета на Началника на отбраната ген. Симеон Симеонов.

## Други
Населението се занимава предимно със земеделие и животновъдство. Тук се отглеждат овце от породата Черноглава плевенска. Т.нар. „оруглица“ се е правила от конска опашка.

## Кухня
Характерни ястия за Ставерци и региона:
- „Ютика“ – печени, обелени и скълцани пиперки и домат, подправени с олио, сол и магданоз. Тя е в основата на други известни ястия, като „пиле на ютика“, „ютика с боб“, „ютика със сиренье“ и др.
- „Кисало“ – летен или жътварски таратор. Приготвя се от нарязани на ситно краставици и домат, 2 – 3 цели сухи чушлета. Всичко това се залива със студена вода. Подправя се с оцет, сол и копър.
- „Подбръкана гозба“ – пилешка яхния, приготвяна с повече кромид и скълцано бяло месо.
- „Пиле на саламур“ – незастроена супа, без фиде, от младо пиле (може и от гургулица, фазан, яребица). Пилето се вари в подсолена вода. След като уври, се накъсва и се препича на жар, връща се към бульона, към който се прибавят накъсани печени пиперки, малко домат и след като поври малко, се подправя със скълцан чесън и магданоз.
- „Пълнени (сборенски, гнетени) чушки“ – варени пиперки, пълнени с кайма и ориз и застроени с варена застройка от кисело мляко, яйце и брашно.
- „Леп под връшник“, „ягне в трап“, „пита пепелянка“ (която не е кръстена на змията, а се нарича така, заради пепелта), „лучник“ (баница, която не се прави само с лук), „щирник“, „еце на ратишка“, „гурбишки“, „просеник“ (прави се от царевично брашно, не от просо), „кръкиш“, „качамак с пръжки“, „мръзлива баница“ (която въобще не е мързелива), и др.